# Мартињи
Мартињи (фр. Martigny, итал. Martigny) је град у југозападној Швајцарској. Мартињи је један од највећих и најважнијих градова у оквиру кантона Вале.

## Природне одлике
Мартињи се налази у југозападном делу Швајцарске. Од најближег већег града, Лозане, град је удаљен 70 km југоисточно, а од главног града, Берна град је удаљен 130 km јужно.
Рељеф: Мартињи је смештен у долини горње Роне, на приближно 470 метара надморске висине. Долина је укљештена венцима Алпа са обе стране; северно се пружају Бернски Алпи, а јужно Пенински Алпи.
Клима: Клима у Мартињију је оштрија варијанта умерено континенталне климе због знатне надморске висине и алпског окружења.
Воде: Мартињи је смештен на реци Рони у горњем делу њеног тока. Град се образовао на месту где Рона прави нагло скретање из правца исток - запад у правац југ - север.

## Историја
Подручје Мартињија је било насељено још у време праисторије (Келти). у доба Старог Рима овде се налази значајно насеље Цивитас Валензијум Октодурус (лат. Civitas Vallensium Octodurus).
Мартињи се под данашњим називом први пут јавља 999. године, а у наредним вековима град јача и постаје привредно средиште горње Роне.
Током 19. века Мартињи се почиње полако развијати и јачати економски. Ово благостање се задржало до дан-данас.

## Становништво
2008. године Мартињи је имао око 16.000 становника. 
Језик: Швајцарски Французи чине већину града и француски језик је доминира у граду. Протеклих пар деценија градско становништво је досељавањем досељеника из других земаља постало веома шаролико, па се на улицама града чују бројни други језици.
Вероисповест: Месно становништво је од давнина римокатоличке вере. Међутим, последњих деценија у граду се знатно повећао удео других вера уз још увек наглашену римокатоличку већину.

## Галерија слика
- Поглед на Мартињи
- Градско језгро
- Градски стуб-милион
- Замак Ла Батијаз